# It's a Bikini World
Pour plus de détails, voir Fiche technique et Distribution.
It's a Bikini World est un film américain réalisé par Stephanie Rothman, sorti en 1967.

## Synopsis
Mike Samson, jeune surfeur décérébré, rencontre Delilah Dawes. Il essaye de la séduire pour l'ajouter à sa collection de conquêtes féminines. Lorsqu'elle le rejette parce qu'elle le trouve superficiel, il décide de se déguiser en frère jumeau nerd nommé Herbert.

## Fiche technique
- Titre français : It's a Bikini World
- Réalisation : Stephanie Rothman
- Scénario : Charles S. Swartz et Stephanie Rothman
- Décors : Harry Reif
- Photographie : Alan Stensvold
- Montage : Leo H. Shreve
- Musique : Mike Curb et Bob Summers
- Pays d'origine : États-Unis
- Format : Couleurs - 35 mm - 2,35:1 - Mono
- Genre : Comédie et film musical
- Durée : 86 minutes
- Date de sortie :
  - États-Unis : 14 avril 1967

## Distribution
- Deborah Walley : Delilah Dawes
- Tommy Kirk : Mike Samson / Herbert Samson
- Bobby Pickett : Woody
- Suzie Kaye : Pebbles
- Jack Bernardi : Harvey Pulp
- William O'Connell : McSnigg
- Jim Begg : garçon
- Lori Williams : fille
- Pat McGee : Cindy
- Sid Haig : Daddy
- The Animals : eux-mêmes
- The Toys : eux-mêmes
- The Gentrys : eux-mêmes
- The Castaways : eux-mêmes